# ピエスタ
ピエスタ（アルファベット表記：PEASTA）は、愛知県小牧市にある商業施設である。

## 概要
桃花台ニュータウン内にある。開業は2000年（平成12年）。施設の管理・運営は、（一財）桃花台センターが行なっている。
建物は地上3階建てで、中央部に各階へと移動できるエレベーター、西側には1・2階間を移動できるエスカレーターがある。
テナント部分は1・2階のみ。1階にはドラッグストアや工務店などが、2階には飲食店を中心に学習塾や美容室などがある。また各階に駐車場が設けられている。
名称の由来は、英語で「桃」を表す「Peach」や、スペイン語で「祭」や「パーティー」を表す「Festa」などの言葉を合わせて作った造語。

## 歴史
- 2000年（平成12年） - 開業。

## 交通手段
- 桃花台センター停留所下車、徒歩で1分～2分。

## 周辺
- 桃花台中央公園
- 桃花台交番 - 桃花台ニュータウン唯一の交番
- ピアーレ